# Top Girls
Top Girls – polski zespół muzyczny wykonujący disco polo, założony w 2016 roku.

## Historia zespołu
Zespół „Top Girls” powstał w 2016 z inicjatywy Wytwórni Green Star, która zaprosiła do współpracy Paulę Karpowicz-Zimecką, Angelikę Żmijewską oraz Justynę Lubas.
W tym składzie zespół wydał album „Zakochana” i liczne przeboje, w tym m.in.: „Czeski film”, „Jeszcze tego nie wiem”, „Zakochana”, „Jakbyś mnie zechciał”, „Nie będę twoja”, „Mleczko”, „Dziś zatańcz ze mną”, „Bo jesteś obok” czy „Zabierz mnie do raju”. Nagrał również piosenki z innymi wykonawcami, takie jak „Sexi Bomba” (w duecie z zespołem EXTAZY), „Barwy uczuć” (w duecie z zespołem Boys), „Przeznaczeni” (w duecie z Bajorkiem) czy „Niech żyje życie” (w duecie z zespołem Kolor).
W 2018 zespół dostał nagrodę Grand Prix w XXIII Ogólnopolskim Festiwalu Muzyki Tanecznej w Ostródzie za piosenkę „Jakbyś mnie zechciał”.
W 2021 z zespołu odeszły Paula Karpowicz-Zimecka i Angelika Żmijewska, kontynuując karierę jako zespół Topky. Nowymi wokalistkami zostały Katarzyna Grabowska-Kupidura oraz Natalia Siemieniecka. Ówczesny nowy skład wydał wiele singli oraz jeden album studyjny „Rumieńce”. Za utwór „Było minęło” zespół otrzymał Złotą Płytę. 
Jesienią 2023 odeszła z zespołu Justyna Lubas, a do pozostałych członkiń dołączyła Olga Siemieniecka. 
Zimą 2024 odeszły z zespołu siostry bliźniaczki Olga i Natalia Siemienieckie, a do Katarzyny Grabowskiej-Kupidury dołączyła aktorka Nikola Raczko. 

## Dyskografia

### Albumy
| Rok                        | Tytuł                                                    | Pozycja na liście | Sprzedaż       | Certyfikat             |
| Rok                        | Tytuł                                                    | POL               | Sprzedaż       | Certyfikat             |
| -------------------------- | -------------------------------------------------------- | ----------------- | -------------- | ---------------------- |
| 2018                       | Zakochana - Data: 19 września 2018 - Wydawca: Green Star |                   | - POL: 30 000+ | - POL: platynowa płyta |
| 2022                       | Rumieńce - Data: 22 maja 2022 - Wydawca: Green Star      |                   |                |                        |
| „–” album nie był notowany |                                                          |                   |                |                        |

### Single
| Rok  | Tytuł                                                   | Certyfikat         | Album         |
| ---- | ------------------------------------------------------- | ------------------ | ------------- |
| 2016 | „Dziś zatańcz z nami”                                   |                    |               |
| 2016 | „Sexi Bomba” (oraz Extazy)                              | platynowa płyta    | Zakochana     |
| 2017 | „Mleczko”                                               | diamentowa płyta   | Zakochana     |
| 2017 | „Zakochana”                                             | diamentowa płyta   | Zakochana     |
| 2018 | „Nie będę twoja”                                        | platynowa płyta    | Zakochana     |
| 2018 | „Jakbyś mnie zechciał”                                  | diamentowa płyta   | Zakochana     |
| 2018 | „Ostatni raz”                                           | złota płyta        | Zakochana     |
| 2018 | „Kochaj nieprzytomnie”                                  | złota płyta        | Zakochana     |
| 2019 | „Nie jestem taka”                                       | 3x platynowa płyta | Rumieńce      |
| 2019 | „Co w sercu masz”                                       | 2x platynowa płyta | Rumieńce      |
| 2019 | „Do widzenia”                                           | platynowa płyta    | Rumieńce      |
| 2019 | „Poczuj jak bije serce”                                 | platynowa płyta    | Rumieńce      |
| 2020 | „Pod osłoną nocy”                                       | platynowa płyta    | Rumieńce      |
| 2020 | „Lubię cię mieć”                                        | złota płyta        | Rumieńce      |
| 2020 | „Oddam ci wszystko (Cover Vivat)”                       | złota płyta        | Rumieńce      |
| 2020 | „To skomplikowane”                                      | platynowa płyta    | Rumieńce      |
| 2020 | „To zmieni się” (oraz: Jorrgus, Boys, BajorekD, Extazy) | złota płyta        | Rumieńce      |
| 2020 | „Przeznaczeni” (oraz Bajorek D)                         | złota płyta        | Rumieńce      |
| 2021 | „Było minęło”                                           | złota płyta        | Rumieńce      |
| 2021 | „Róże i różowe tulipany”                                | złota płyta        | Rumieńce      |
| 2021 | „Fake Love”                                             |                    | Rumieńce      |
| 2021 | „Miłością pijana”                                       |                    | Rumieńce      |
| 2022 | „Rumieńce”                                              |                    | Rumieńce      |
| 2022 | „Nie wahaj się”                                         |                    |               |
| 2022 | „Już nie lubię”                                         |                    |               |
| 2022 | „Noc i my”                                              |                    |               |
| 2022 | „Chłopak do tańca”                                      |                    |               |
| 2023 | „To nie tak miało być”                                  |                    |               |
| 2023 | „Kiedy mnie dotykasz” (oraz Gesek i Quirky)             |                    |               |
| 2023 | „Kłamiesz”                                              |                    | Tylko na mnie |
| 2024 | „Offline”                                               |                    | Tylko na mnie |
| 2024 | „Mam Cię dość”                                          |                    | Tylko na mnie |
| 2024 | „Tylko na mnie”                                         |                    | Tylko na mnie |
| 2024 | „Bella Ciao”                                            |                    | Tylko na mnie |
| 2024 | „Miłość na żądanie”                                     |                    |               |